# Altgaul
Altgaul ist ein Dorf im Ortsteil Rathsdorf der Stadt Wriezen im Landkreis Märkisch-Oderland in Brandenburg. Nordöstlich führt am Ort die B167 vorbei.

## Lage und Geschichte
Altgaul liegt etwa zwei Kilometer nordöstlich von Wriezen.
Das erste Mal wird Altgaul als Gaul im Jahre 1272 urkundlich erwähnt. Möglicherweise war der Ort aus einer slawischen Siedlung hervorgegangen. 1340 erwarb die Stadt Wriezen die Ortschaft. Im Dreißigjährigen Krieg wurde der Ort fast vollständig zerstört, danach aber wieder aufgebaut.
1678 entstand ein gutsherrliches Vorwerk Gaul. Im Jahre 1797 wurde der Ort durch zwei Brände zerstört. Gaul wurde als Neugaul zwei Kilometer entfernt wiederaufgebaut, das Vorwerk erhielt den Namen Altgaul. Um 1880 gehörte das 509 ha große Rittergut nach dem damals veröffentlichten Generaladressbuch der Rittergutsbesitzer von Preussen dem Sohn des 1873 nobilitierten Friedrich Wilhelm von Krause, dem Bankier Wilhelm Friedrich jun. von Krause (1838–1923) mit Wohnsitz in Berlin. Krause jun. besaß noch ein Eisenhütten- und Emaillierwerk und war Seniorchef der Firma F. W. Krause & Co. Zum Gut Gaul,- Alt (damalige Schreibform) wurde eine Ziegelei betrieben. Nach den genealogischen Standardquellen der Gothaischen Taschenbücher scheint die Familie von Krause nicht lange als Gutsbesitzer vor Ort fungiert zu haben, Altgaul wurde nach 1907 als vormaliges Eigentum nicht näher ausgeführt.
Bereits vor 1914 erwarb der bekannte Genealoge Werner von Kieckebusch (1887–1975) das kleine Gut. Für 1923 sind 505 ha als Betriebsgröße nachgewiesen, es war aber schon zuvor kein kreistagsfähiges Rittergut. 1927 musste dann der Besitz verkauft werden. Die Nachfolge trat die die Familie von Hagen (Neumark) an.
Im Jahre 1928 wurde Altgaul nach Rathsdorf eingemeindet. 1930 lebten hier 130 Einwohner, die hauptsächlich im Gut arbeiten. Zum Gut gehörte auch immer noch eine Ziegelei, der Brennofen besteht noch heute. Im Zeitraum der großen Wirtschaftskrise 1929/1930 ist im letztmals amtlich publizierten Landwirtschaftlichen Adressbuch der Provinz Brandenburg, es bestanden keine weiteren landwirtschaftlichen Betriebe im Ort, Erik Fr. von der Burg als neuer Eigentümer des immer noch 505 ha großes Anwesens geführt. Ihm folgte Gerhard von Hagen-Langen (1872–1948) und nach neuestem Kenntnisstand folgte dann die Familie des Oberregierungsrates Rüdiger von Hagen (* 1906) kurz bis zur Bodenreform. Er betreute parallel auch das so genannte Stadtgut auf der Insel Hiddensee und vormals einige Jahre das südostthüringsche Mannichswalde. Nach dem Krieg Verwaltungsdirektor und kurz Kurator der Universität Greifswald ging er 1951 mit der Familie nach Berlin.
1998 wurde Rathsdorf mit Altgaul ein Ortsteil von Wriezen. 2005 lebten hier 134 Einwohner.

## Baudenkmale
An der Alten Heerstraße nordöstlich des Ortes steht noch der Ziegelbrennofen des Vorwerkes. Es ist ein Einkammerofen, der wahrscheinlich um 1830 erbaut wurde. Im letzten Drittel des 19. Jahrhunderts wurde der Ofen stillgelegt. Der Ofen ist rund, um dem Ofen befindet sich ein Rundgang. Heute befindet sich hier ein Storchenmuseum des NABU.
Der Ziegelbrennofen steht unter Denkmalschutz.

## Persönlichkeiten
- Werner von Kieckebusch, Landwirt, Historiker, Genealoge, Tagebuchautor, Rechtsritter des Johanniterorden